# 일반친위대
일반친위대(一般親衛隊, 독일어: Allgemeine SS 알게마이네 에스에스[*])는 나치 독일의 친위대에서 가장 거대했던 조직이다. 일반친위대가 공식적으로 출범한 것은 1934년으로, 친위대 특무부대(무장친위대의 전신) 및 친위대 해골부대(강제수용소 위병)와 구분됨으로써 형성되었다. 일반친위대는 친위대 본부에서 관리했다.
일반 SS는 경찰과 인종 업무를 맡았다. 국가경찰로서 활동하던 SS는 폴란드 등지의 지역에서 유대인을 색출해내어 체포한 후 강제수용소로 이송하는 등의 업무를 처리하곤 했다. 이들은 곧 게토를 관리하는 부대에서 강제수용소까지 관리하게 되면서 '죽음의 사령부'로 불리게 된다.
검은 제복은 SS의 상징이지만, 실제로 검은 제복은 1934년 이후로 거의 쓰이지 않았다.
다만 경찰 업무를 처리하는 경우에는 본래의 녹색 경찰 제복과 함께 검은 제복을 입고 경찰 업무를 처리하는 대원이 꽤 있었다.